# Bonconte I da Montefeltro
Bonconte I da Montefeltro (1165 - Urbino, 1242), ook Buonoconte I genoemd, was een Italiaans veldheer of condottiere. Hij was een zoon van Montefeltrano I da Montefeltro en volgde die laatste op als heer van de Montefeltro in 1202.

## Biografie
Net als zijn vader was Bonconte actief als condottiere, dit wil zeggen als aanvoerder van een huurlingenleger in dienst van de onderling strijdende Italiaanse stadstaten. Zijn belangrijkste overwinningen behaalde hij tijdens de strijd tussen keizer Frederik I Barbarossa en de Normandische koning van Sicilië, die duurde van 1190 tot 1194. Hij onderscheidde zich met name tijdens het beleg van Napels. Na afloop van deze oorlog vocht Bonconte nog in dienst van de Duitse koning Filips van Zwaben, een zoon van Frederik Barbarossa.
Toen Frederik II, een kleinzoon van Barbarossa, in 1213 verkozen werd tot Duits koning, schonk hij Bonconte het leen Urbino met het bijbehorende graafschap. Verknocht als ze waren aan hun vrijheid, aanvaardden de Urbinaten pas na vele en hevige conflicten de familie Da Montefeltro als hun heren.
Toen er een oorlog uitbrak tussen de stadstaten Faenza en Ravenna, koos Bonconte, samen met de steden Forlì, Rimini en Bertinoro de kant van de Ravennaten. Hoewel Bonconte en zijn medestanders in eerste instantie de overhand haalden, slaagden de Faëntijnen erin hen te misleiden en hun vijanden bij de eerstvolgende gelegenheid in de pan te hakken. Bonconte keerde verslagen terug naar Urbino met een kleine groep uitgeputte soldaten, waar hij vier jaar later overleed.

## Afstamming
Bonconte had vier zonen:
- Taddeo Novello, condottiero
- Montefeltrano (?-1254), zijn opvolger als graaf van Urbino
- Ugolino (?-1252), bisschop van de Montefeltro
- Cavalca, condottiero